# Estação Gregorio Luperón
A Estação Gregorio Luperón é uma das estações do Metrô de Santo Domingo, situada em Santo Domingo Norte, entre a Estação Gregorio Urbano Gilbert e a Estação José Francisco Peña Gómez. Administrada pela Oficina para el Reordenamiento del Transporte (OPRET), faz parte da Linha 1.
Foi inaugurada em 29 de janeiro de 2009. Localiza-se no cruzamento da Avenida Hermanas Mirabal com a Rua Leoncio Manzueta e a Rua Corazon de Jesus.